# Кетченеровський район
Кетченеровський район (рос. Кетченеровский район, калм. Көтчнрә район) — адміністративна одиниця Республіки Калмикія Російської Федерації.
Адміністративний центр — селище Кетченери.

## Адміністративний поділ
До складу району входять 9 сільських поселень:
1. Алцинхутинське, центр — селище Алцинхута. Об'єднує селища Алцинхута, Новий, Цегрг
2. Гашун-Бургустинське, центр — селище Гашун-Бургуста
3. Єргенінське, центр — селище Єргенінський. Об'єднує селища Годжур, Єргенінський і Тормта.
4. Кегультинське, центр — село Кегульта
5. Кетченеровське, центр — селище Кетченери. Об'єднує селища Бургсун, Кетченери і Шин-Мер
6. Сарпинське, центр — селище Сарпа. Об'єднує селища Алтн Булг, Сарпа, Шорв і Шорвін Кец.
7. Тугтунське, центр — селища Тугтун
8. Чкаловське, центр — селище Чкаловський. Об'єднує селища Дашман, Сараха, Чкаловський і Евдик
9. Шаттинське, центр — селище Шатта. Об'єднує селища Байр, Низовий і Шатта